# In Amalfi, Italy
In Amalfi, Italy è un cortometraggio muto del 1914. Il film, un breve documentario su Amalfi prodotto dalla Selig, non riporta né il nome del regista, né quello dell'operatore.

## Produzione
Il film fu prodotto dalla Selig Polyscope Company.

## Distribuzione
Distribuito dalla General Film Company, il film - un documentario di 75 metri - uscì nelle sale cinematografiche statunitensi il 3 aprile 1914. Nelle proiezioni, veniva programmato con il sistema dello split reel, accorpato in un'unica bobina con un altro cortometraggio prodotto dalla Selig, il drammatico The Bond of Love.